# Red Covered Bridge (Illinois)
Die Red Covered Bridge (Deutsch ‚Rote gedeckte Brücke‘ aufgrund ihrer Farbgebung) ist die letzte erhaltene gedeckte Holzbrücke im Bundesstaat Illinois, die noch von Straßenfahrzeugen befahren werden darf, und zugleich die älteste des Bundesstaates. Sie befindet sich 2,5 km nördlich von Princeton und führt die alte Staatsstraße IL 26 über den Big Bureau Creek.

## Geschichte
Die Brücke wurde unter der Aufsicht der Union Bridge Company, des Bauausschusses des Countys, errichtet. Der siebenköpfige Ausschuss wurde an einer in Princeton abgehaltenen Bürgerversammlung im März 1836 gewählt. In ihm saßen neben einem Vertreter des Countys auch Vertreter der in der Nähe der Brücke liegenden Townships. Die Princeton Township und die Dover Township stellten je zwei Mitglieder, die Bureau Township und die Ohio Township je eines.
Die Baukosten betrugen 3149 US-Dollar, wovon 1000 Dollar vom County und 600 Dollar von der Dover Township übernommen wurden. Der Rest wurde durch eine öffentliche Aktienzeichnung aufgebracht.
Ein großes Schild über der Brücke wies darauf hin, dass es bei einer Strafe von fünf Dollar verboten war, mehr als zwölf Pferde, Maultiere oder Kühe auf einmal über die Brücke zu treiben. Weiter war es verboten, jegliche Tiere schneller als in Schrittgeschwindigkeit auf die Brücke oder über die Brücke zu führen.
1938 wurde zum 75. Jubiläum der Brücke durch die historische Gesellschaft des Bureau Countys und durch das Straßenbauamt des Countys eine Gedenktafel an der Brücke angebracht. Für das 100-jährige und das 150-jährige Jubiläum wurden kleine Gedenkfeiern abgehalten. 1973 wurde die Brücke restauriert und 1975 in das National Register of Historic Places (NRHP) aufgenommen.
Im April 2021 wurde die Brücke schwer beschädigt, nachdem ein leerer Sattelzug aus Kalifornien versucht hatte, die Brücke zu befahren. Der Fahrzeuglenker verließ eine Schweinefarm und folgte dem vom Navigationssystem angegebenen Weg zum Interstate 80, ohne das Gewichtslimit und die beschränkte Durchfahrtshöhe der Brücke zu berücksichtigen.

## Konstruktion
Die Red Covered Bridge besteht aus einem 95 Fuß (29 Meter) langem Hauptträger und zwei Vorbrücken, die 36 Fuß (11 Meter) und 18 Fuß (5,5 Meter) lang sind. Der Hauptträger ist ein zehnfeldriger Howe-Fachwerkträger, der mit Holzplanken verkleidet ist. Die Brücke steht auf Mauerwerkpfeilern. Die Durchfahrtshöhe beträgt 12 Fuß (3,7 m), die Breite der Durchfahrt 15 ½ Fuß (4,7 m). Die Tragfähigkeit beträgt fünf Tonnen. Eine Sprinkleranlage schützt die Brücke vor Zerstörung durch Feuer.